# ADN antigo

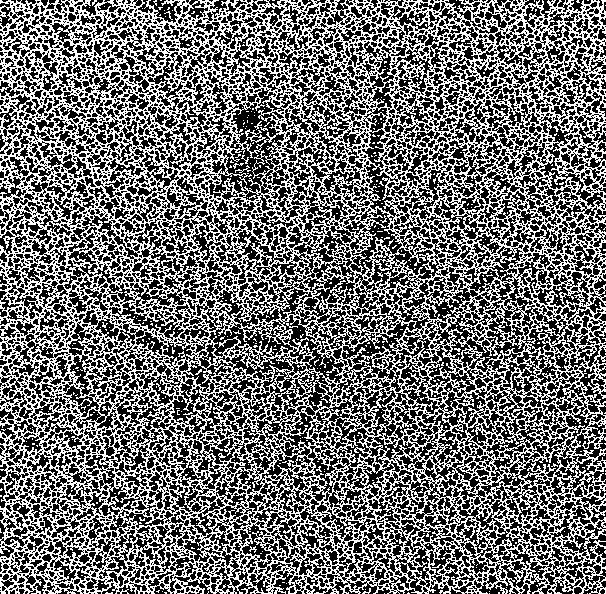
ADN com cross-links extraído de um fígado com 4 000 anos de um sacerdote do Antigo Egipto chamado Nekht-Ankh.

O ADN antigo (em inglês ancient DNA) pode ser descrito como qualquer tipo de ADN recuperado a partir de amostras biológicas que não foram preservadas especificamente para posterior análise do seu ADN. Exemplos incluem a análise de ADN recuperado a partir de material arqueológico ou histórico, tecidos mumificados, colecções de arquivo de espécimes médicos não-congelados, amostras de gelo e permafrost, plâncton do Holoceno em sedimentos marinhos ou de lagos, e por aí fora. Ao contrário de outras análises genéticas com tecidos modernos, estudos de ADN antigo caracterizam-se pela baixa qualidade do ADN usado. Isto coloca limites no que estas análises podem obter. Além disso, devido à degradação das moléculas de ADN, um processo correlacionado com factores como tempo, temperatura e presença de água, existem limites para a idade máxima em que é possível recuperar ADN. Estimativas actuais sugerem que em ambientes optimizados, isto é, muito frios como o permafrost, existe um limite máximo de 1 milhão de anos. Por isso, estudos iniciais que relatavam descobertas de ADN muito mais antigo, por exemplo, de fósseis de dinossauros do Cretácico, foram desmentidos, pois os resultados derivavam de contaminação das amostras ou extractos, e não de ADN extraído autêntico.